# Semionis nixoni
Semionis nixoni är en stekelart som beskrevs av Vladimir Ivanovich Tobias 1987. Semionis nixoni ingår i släktet Semionis och familjen bracksteklar. Inga underarter finns listade i Catalogue of Life.